# Охоронна діяльність
Охоро́нна дія́льність — надання послуг з охорони фізичної особи або майна; здійснюється окремими суб'єктами господарювання, зазвичай сертифікованими і ліцензованими, — охоронними компаніями. 

## Охорона майна
Охорона майна — забезпечення схоронності, цілісності визначених власником і належних йому будівель, споруд, територій, акваторій, транспортних засобів, валютних цінностей, цінних паперів та іншого рухомого і нерухомого майна, з метою відвернення та/або недопущення безпосередніх протиправних посягань щодо нього, припинення несанкціонованого володільцем доступу до нього для збереження його фізичного стану та забезпечення здійснення володільцем цього майна всіх належних йому повноважень щодо нього;

## Охорона персоналій
Охорона фізичних осіб — заходи, спрямовані на забезпечення особистої безпеки індивідуально визначеної фізичної особи шляхом відвернення та/або недопущення негативного безпосереднього впливу факторів протиправного та іншого характеру на стан її життя та здоров'я.